# Nazionale maschile di pallavolo del Camerun
La nazionale maschile di pallavolo del Camerun è una squadra africana composta dai migliori giocatori di pallavolo del Camerun ed è posta sotto l'egida della Federazione pallavolistica del Camerun.

## Rosa
Segue la rosa dei giocatori convocati per il campionato mondiale 2022.
| N° | Nome              | Ruolo | Data di nascita   | Squadra      |
| -- | ----------------- | ----- | ----------------- | ------------ |
| 1  | Elie Badawe       | S     | 6 gennaio 1996    | -            |
| 2  | Ahmed Awal        | P     | 23 aprile 1990    | LISSP Calais |
| 3  | Arnaud Amabaya    | P     | 6 gennaio 1995    | -            |
| 5  | Joseph Kofané     | C     | 14 settembre 1988 | Harnes       |
| 6  | Sem Dolegombai    | C     | 18 maggio 1990    | Arlésien     |
| 9  | Cedric Bitouna    | O     | 13 settembre 2000 | Al-Hedayah   |
| 10 | Didier Sali       | S     | 9 giugno 1991     | Amiens       |
| 11 | Jérémie Deffo     | S     | 17 gennaio 2001   | -            |
| 12 | Kévin Bassoko     | L     | 11 dicembre 2002  | -            |
| 14 | Yaoussi Kavogo    | O     | 24 maggio 2003    | -            |
| 15 | Yvan Kody         | O     | 25 agosto 1991    | Al-Khaleej   |
| 18 | Nelson Djam       | L     | 2 giugno 1990     | FAP          |
| 20 | Christian Voukeng | C     | 6 novembre 1992   | Afyon        |
| 22 | William Tanga     | C     | 12 gennaio 2006   | -            |

## Risultati

### Competizioni FIVB
| 1949 | non qualificata | -            |
| 1952 | non qualificata | -            |
| 1956 | non qualificata | -            |
| 1960 | non qualificata | -            |
| 1962 | non qualificata | -            |
| 1966 | non qualificata | -            |
| 1970 | non qualificata | -            |
| 1974 | non qualificata | -            |
| 1978 | non qualificata | -            |
| 1982 | non qualificata | -            |
| 1986 | non qualificata | -            |
| 1990 | 15º posto       | Convocazioni |
| 1994 | non qualificata | -            |
| 1998 | non qualificata | -            |
| 2002 | non qualificata | -            |
| 2006 | non qualificata | -            |
| 2010 | 13º posto       | Convocazioni |
| 2014 | 21º posto       | Convocazioni |
| 2018 | 19º posto       | Convocazioni |
| 2022 | 23º posto       | Convocazioni |

| 1965 | non qualificata | -            |
| 1969 | non qualificata | -            |
| 1977 | non qualificata | -            |
| 1981 | non qualificata | -            |
| 1985 | non qualificata | -            |
| 1989 | 8º posto        | Convocazioni |
| 1991 | non qualificata | -            |
| 1995 | non qualificata | -            |
| 1999 | non qualificata | -            |
| 2003 | non qualificata | -            |
| 2007 | non qualificata | -            |
| 2011 | non qualificata | -            |
| 2015 | non qualificata | -            |
| 2019 | non qualificata | -            |
| 2023 | non qualificata | -            |

### Competizioni CAVB
| 1967 | non qualificata | -            |
| 1971 | 4º posto        | Convocazioni |
| 1976 | non qualificata | -            |
| 1979 | non qualificata | -            |
| 1983 | 4º posto        | Convocazioni |
| 1987 | 2º posto        | Convocazioni |
| 1989 | 1º posto        | Convocazioni |
| 1991 | 4º posto        | Convocazioni |
| 1993 | non qualificata | -            |
| 1995 | 5º posto        | Convocazioni |
| 1997 | 2º posto        | Convocazioni |
| 1999 | 4º posto        | Convocazioni |
| 2001 | 1º posto        | Convocazioni |
| 2003 | 3º posto        | Convocazioni |
| 2005 | 3º posto        | Convocazioni |
| 2007 | 3º posto        | Convocazioni |
| 2009 | 3º posto        | Convocazioni |
| 2011 | 2º posto        | Convocazioni |
| 2013 | 4º posto        | Convocazioni |
| 2015 | 5º posto        | Convocazioni |
| 2017 | 3º posto        | Convocazioni |
| 2019 | 2º posto        | Convocazioni |
| 2021 | 2º posto        | Convocazioni |
| 2023 | 4º posto        | Convocazioni |